# Ingvil Smines Tybring-Gjedde
Ingvil Smines Tybring-Gjedde, född 8 juli 1965 i Oslo, är en norsk politiker från Fremskrittspartiet och före detta minister i Justitie- och beredskapsdepartementet.. Hon avgick som minister när FrP avgick från regeringen den 24 januari 2020.